# Karina Adsbøl
Karina Marie Adsbøl (født 28. november 1976) er en dansk politiker som siden 18. august 2022 har repræsenteret Danmarksdemokraterne i Folketinget. Hun har været folketingsmedlem valgt i Sydjyllands Storkreds siden 2011 og repræsenterede Dansk Folkeparti indtil februar 2022 hvor meldte hun sig ud af partiet, og blev løsgænger indtil august.

## Baggrund
Karina Adsbøl har hg fra Kolding Købmandsskole (1993-1994) og blev uddannet social- og sundhedshjælper ved Social- og Sundhedsskolen i Fredericia 1999-2000 og social- og sundhedsassistent samme sted 2004-2005. Hun blev uddannet til advokatsekretær 2014-2015.
Adsbøl var social- og sundhedshjælper i Kolding Kommune 2000-2004 og fortsatte som social- og sundhedsassistent 2005-2007. Hun var vikar hos en privatlevedandør i Kolding 2008-2009.

## Politisk karriere
Karina Adsbøl blev folketingskandidat for Dansk Folkeparti i 2010 og fik ved folketingsvalget 2011 1.748 personlige stemmer hvilket sikrede hende Dansk Folkepartis 4. mandat i Sydjyllands Storkreds. Hun blev ved folketingsvalget 2015 genvalgt med 3.101 personlige stemmer og også genvalgt i 2019.
Hun var Dansk Folkepartis boligordfører 2011-2015, handicapordfører 2011-2022, ligestillingsordfører 2015-2020 og social- og ældreforfører 2019-2022.
I 2021 blev Karina Adsbøl tildelt Ridderkorset.
Hun meldte sig ud af Dansk Folkeparti i februar 2022 og var løsgænger til august 2022 hvor hun skiftede til Danmarksdemokraterne og også blev folketingskandidat for Danmarksdemokraterne i Sydjyllands Storkreds.